# Tamatia brun
Malacoptila fusca
Espèce
Statut de conservation UICN

 LC  : Préoccupation mineure
Le Tamatia brun (Malacoptila fusca) est une espèce d'oiseaux de la famille des bucconidés.
Il comprend deux populations disjointes : d'une part dans l'ouest de l'Amazonie et d'autre part dans le nord-est et le plateau des Guyanes.